# Vorauseilender Gehorsam
Als vorauseilenden Gehorsam bezeichnet man in Soziologie und Sozialpsychologie die freiwillige Vorwegnahme vermuteten erwünschten Verhaltens. In Erwartung eines Befehls wird das Verhalten noch vor einer ausdrücklichen Aufforderung dazu selbständig wahrgenommen. Im Rahmen gruppendynamischer Prozesse (Gruppenzwang) wird eine Gehorsamsleistung dann nicht als Resultat von gesellschaftlich-sozialem Druck erbracht, sondern aus Überzeugung oder um diesem Druck von vornherein zu entgehen.
Der Gebrauch des Terminus „vorauseilender Gehorsam“ lässt sich in der deutschen Sprache mindestens seit 1971 nachweisen.

## Erklärungsmöglichkeiten
Ursache dieser Form des Gehorsams sind entweder Emotionen, diffuse Ängste oder mangelnde Selbstwertgefühle gegenüber vermuteten Autoritäten, die derartige Unterwürfigkeit bedingen. Denn eigentlich gehört zum Gehorsam auch eine soziale Begrenzung, etwa im Rahmen der Befehlsgewalt militärischer Disziplin. Eine Grenzenlosigkeit der Anpassung (d. h. Grenzen sind weder in der Person noch im Sozialen verankert) lässt den vorauseilenden Gehorsam zu einer sozialen Gefahr werden. Dieses Sozialverhalten ist beschrieben in der Satire Duodez von Hermann Löns: „Bald ist er so weit, daß er am Fernsprecher dienert, ... [er] gewöhnt sich daran, selbst zu sich selber und im Schlaf kein Wort zu sagen, was irgend Anstoß erregen könnte.“
Eine in vorauseilendem Gehorsam handelnde Person kann sich die Illusion bewahren, freiwillig zu handeln bzw. gehandelt zu haben. Vorauseilender Gehorsam vermeidet die (möglicherweise demütigende) Erfahrung, zu etwas gezwungen zu werden. Die erwartete Erfahrung eigener Ohnmacht belastet; deshalb suggeriert sich die handelnde Person, aus eigenem Antrieb zu handeln oder nicht zu handeln (siehe auch Identifikation mit dem Aggressor).
Beide Muster führen dazu, das eigene übertriebene Handeln an den vermuteten unausgesprochenen Bitten, Wünschen, Anordnungen, Anweisungen, Befehlen anderer Personen auszurichten, um vage befürchtete Konfliktsituationen zu vermeiden oder um sich Wohlwollen zugunsten des eigenen Handlungsrahmens zu sichern. Mit diesem übertriebenen Handeln geht oft auch ein übertrieben selbstbewusstes Handeln oder Auftreten einher – zum Schutz der eigenen Verletzlichkeit (zum Beispiel durch das Tragen einer Sonnenbrille). 
Ist der Handlungsrahmen auf Bild- und Textmedien bezogen, ist der vorauseilende Gehorsam eine Selbstzensur. Der vorauseilende Gehorsam macht auch politisch totalitäre Systeme möglich. In diesem Zusammenhang ist der vorauseilende Gehorsam weniger Feigheit als mangelnde Zivilcourage (Untertänigkeit, Kriechen, Duckmäusertum).

## Beispiel: NS-Regime
„Funktionalisten“ wie Hans Mommsen und Martin Broszat erklärten den Holocaust aus einer kumulierenden Eigendynamik, die Hitlers antisemitische Rhetorik im komplexen Bedingungsgeflecht von vorauseilendem Gehorsam, innenpolitischer Funktionalisierung und selbstgeschaffenen Sachzwängen (nur) ausgelöst habe.
Der Brite Ian Kershaw erklärte in seiner zweiteiligen Hitlerbiografie (1998; 2000) Hitlers Aufstieg mit Max Webers Modell der „charismatischen Herrschaft“ wesentlich aus dem „Führermythos“, der Hitlers Popularität aufgrund der sozialen Bedingungen nach dem Ersten Weltkrieg und seiner späteren Anfangserfolge begründet habe. Hitlers Macht habe darauf beruht, dass seine Anhänger und große Teile der deutschen Gesellschaft bereit waren und sich verpflichteten, auch ohne direkte Befehle „im Sinne des Führers ihm entgegenzuarbeiten“, wie es der NSDAP-Beamte Werner Willikens 1934 ausdrückte.
Im Zusammenhang mit dem NS-Regime spricht man auch von einer „Selbstgleichschaltung“.